# Lago Leppin
El lago Leppin (en alemán: Leppinsee) es un lago situado en el distrito de Llanura Lacustre Mecklemburguesa, en el estado de Mecklemburgo-Pomerania Occidental (Alemania), a una altitud de 58.6 metros; tiene un área de 91.4 hectáreas.
Se encuentra ubicado junto a la orilla sureste del lago Müritz, el mayor de Alemania, a pocos kilómetros al norte de la frontera con el estado de Brandeburgo.